# Amazonas-Bulldoggfledermaus

Verbreitungsgebiet der Amazonas-Bulldoggfledermaus

Die Amazonas-Bulldoggfledermaus (Cynomops planirostris) ist ein Fledertier in der Familie der Bulldoggfledermäuse, das hauptsächlich in Südamerika heimisch ist. Das Typusexemplar stammt aus Französisch-Guayana.

## Merkmale
Erwachsene Exemplare sind ohne Schwanz 51 bis 75 mm lang, die Schwanzlänge liegt bei 20 bis 31 mm und das Gewicht variiert zwischen 9 und 15 g, wobei Weibchen etwas kleiner sind als Männchen. Die Art hat 29 bis 37 mm lange Unterarme, Hinterfüße von 5 bis 11 mm Länge und 20 bis 31 mm lange Ohren. Auf der Unterseite ist das dunkel graubraune bis schokoladenbraune Fell deutlich heller als oberseits. Um eine Drüse auf dem Bauch befindet sich ein gelbbrauner bis weißlicher Fleck. Typisch für den Kopf sind ein fast nacktes schwärzliches Gesicht, weiche Oberlippen und etwa dreieckige dunkle Ohren. Zwischen diesen befindet sich ein bis zu 4 mm breiter Zwischenraum. Die Amazonas-Bulldoggfledermaus hat schwarze Flughäute und Haare auf Teilen des Unterarms. Der diploide Chromosomensatz besteht aus 34 Chromosomen (2n=34).

## Verbreitung
Diese Fledermaus ist vom zentralen Panama, von Venezuela und der Region Guyanas östlich der Anden über das Amazonasbecken bis nach Paraguay, in den Norden von Argentinien und zum Bundesstaat Espírito Santo in Brasilien verbreitet. Sie hält sich im Flachland und in Gebirgen bis 2500 Meter Höhe auf. Das Habitat variiert zwischen Regenwäldern, halbtrockenen Wäldern, der Feuchtsavanne Cerrado, der Dornenstrauchsavanne Caatinga und der Vegetationszone Gran Chaco.

## Lebensweise
Bis zu acht Exemplare ruhen am Tage zusammen in Baumhöhlen oder in nicht genutzten Gebäuden. Manchmal wird das Versteck mit Individuen der Zwerg-Breitschnauzenfledermaus (Molossops temminckii), des Kleinen Hasenmauls (Noctilio albiventris) oder der Kleinen Lanzennase (Phyllostomus discolor) geteilt. Die Amazonas-Bulldoggfledermaus nutzt meist die frühen Stunden der Nacht für ihre Jagd nach Insekten und nutzt verschiedene Gebiete. Sie ist aus zur Untersuchung aufgestellten Japannetzen über Wasserläufen, an Sumpfgebieten, in Baumkronen auf 25 Meter Höhe sowie in Plantagen und auf Weideflächen bekannt. Die Rufe zur Echoortung enden etwa bei einer Frequenz von 21 kHz und sind schwer von den Lauten der Freeman-Bulldoggfledermaus (Cynomops freemani) zu unterscheiden, die jedoch nur am nördlichen Rand des Verbreitungsgebiets gleichzeitig auftritt.

## Gefährdung
Die IUCN listet die Art aufgrund der weiten Verbreitung und da Bedrohungen fehlen als nicht gefährdet (least concern).